# Puzzled (film 1913)
Puzzled è un cortometraggio muto del 1913 diretto da Frank Wilson.

## Trama
Un puzzle è talmente coinvolgente che assorbe un uomo, sua moglie, un ladro e un agente di polizia.

## Produzione
Il film fu prodotto dalla Hepworth.

## Distribuzione
Distribuito dalla Hepworth, il film - un cortometraggio di 160 metri - uscì nelle sale cinematografiche britanniche nell'aprile 1913.
Si conoscono pochi dati del film che, prodotto dalla Hepworth, fu distrutto nel 1924 dallo stesso produttore, Cecil M. Hepworth. Fallito, in gravissime difficoltà finanziarie, il produttore pensò in questo modo di poter almeno recuperare il nitrato d'argento della pellicola.